# تمنك السفلي (باتاوة)
تمنك السفلی (بالفارسية: تمنک سفلی) هي قرية تقع في إيران في قسم باتاوة الريفي. يقدر عدد سكانها بـ 46 نسمة بحسب إحصاء 2016.